# Earl Cooley
Earl Cooley (* 27. März 1880 in Richmond, McHenry County, Illinois; † 6. Mai 1940 im Adams County, Colorado) war ein US-amerikanischer Politiker. Zwischen 1921 und 1923 war er Vizegouverneur des Bundesstaates Colorado.

## Werdegang
Über die Jugend und Schulausbildung von Earl Cooley ist nichts überliefert. Er muss aber Jura studiert haben. Zu einem nicht näher bekannten Zeitpunkt kam er nach Colorado, wo er als Rechtsanwalt praktizierte. Im Jahr 1907 verlor er einen Prozess, bei dem es um Pferdediebstahl ging. Während des Ersten Weltkrieges diente er als Major in der US Army. Bis 1921 bekleidete er kein öffentliches Amt. Politisch schloss er sich der Republikanischen Partei an.
Im Jahr 1920 wurde Cooley an der Seite von Oliver Henry Shoup zum Vizegouverneur des Staates Colorado gewählt. Dieses Amt bekleidete er zwischen 1921 und 1923. Dabei war er Stellvertreter des Gouverneurs und Vorsitzender des Staatssenats. Als er am 17. Februar 1922 gerade den Gouverneur vertrat, begnadigte er den oben erwähnten Pferdedieb aus dem Jahr 1907. Zwischen 1923 und 1927 saß Cooley im Staatsausschuss der Landbeauftragten (State Board and Land Commissioners). Er starb am 6. Mai 1940 im Fitzsimmons General Hospital im Adams County.